# Vrij aanvullend pensioen voor werknemers
| Type          | Onderverdeling                                                                              | Niveau      |
| ------------- | ------------------------------------------------------------------------------------------- | ----------- |
| Eerste pijler | Wettelijk pensioen (RSZ) Ambtenarenpensioen Gezinspensioen Overlevingspensioen Rustpensioen | Overheid    |
| Tweede pijler | Groepsverzekering Pensioenfonds                                                             | Collectief  |
| Tweede pijler | IPT (bedrijfsleiders) POZ (zelfstandigen) VAPZ (zelfstandigen) VAPW (werknemers)            | Individueel |
| Derde pijler  | Pensioensparen Langetermijnsparen                                                           | Individueel |
| Vierde pijler | Individueel sparen Beleggingen Levensverzekering Onroerend goed                             | Individueel |

Het vrij aanvullend pensioen voor werknemers (VAPW) is in België een tweede pijler-systeem van individueel pensioensparen dat bestaat sinds maart 2019 waarbij werknemers die niet kunnen genieten van een groepsverzekering via de werkgever toch een bijkomend pensioen kunnen opbouwen door zelfstandig een contract af te sluiten. Het kan gecombineerd worden met pensioen- en langetermijnsparen (die elk behoren tot de derde pijler).
Dit aanvullend pensioen is vrij te nemen of te laten. Het kan altijd onderbroken worden. Er is geen minimumbijdrage. De werknemer bepaalt vrij het bedrag van zijn bijdragen en kan zelf zijn pensioeninstelling kiezen: een verzekeringsonderneming of een pensioenfonds. De werkgever is geen contractuele partij maar moet wel zorgen voor de administratie van het doorstorten van de premie en het verrekenen van de bedrijfsvoorheffing.
Een individuele VAPW kan mogelijks een aanvulling zijn bovenop het beperkte bedrag van een tweede pijlerplan via de werkgever. Hierbij wordt de eventuele bijdrage van een bedrijfspensioenplan (door de werkgever) in mindering gebracht van de maximum toegelaten persoonlijke premie voor VAPW.
Voor zelfstandigen bestond al langer een gelijkaardig VAPZ stelsel.

## Fiscaal
De bijdragen genieten een belastingvermindering van 30% dat door de werkgever wordt verrekend via de bedrijfsvoorheffing. De maximale premie op jaarbasis bedraagt 3% van de jaarbezoldiging (referentieloon) dat kan worden verhoogd tot 1.600 €/jaar voor jaarlonen kleiner dan 53.333 €. Het totaal van de opgebouwde rechten voor alle types van pensioen (wettelijk, en tweede pijler) moet onder de 80% blijven van het laatste beroepsinkomen. Het heeft dus geen zin om meer te sparen dan de maximale limieten.

## Keuze van verzekering
Er kan worden ingeschreven in een tak 21 (met kapitaalsgarantie, minimum rendement en mogelijks een deelname in de winst) of tak 23 verzekering (zonder garantie). Er wordt een (hoge) verzekeringstaks geheven van 4,4% op de betaalde premies. De beheerskosten werden niet wettelijk vastgelegd.
De uitbetaling gebeurt ten vroegste bij pensionering of bij overlijden. Van het kapitaal wordt een RIZIV-bijdrage van 3,55% afgehouden, een solidariteitsbijdrage tussen 0% en 2% en het saldo wordt belast aan 10%.